# 10. National Hockey League All-Star Game
Das 10. National Hockey League All-Star Game wurde am 9. Oktober 1956 in Montréal, Kanada, ausgetragen. Das Spiel fand im Forum de Montréal, der Spielstätte des Stanley-Cup-Siegers Canadiens de Montréal, statt. Die Canadiens und die All-Stars trennten sich 1:1-Unentschieden.

## Mannschaften
| #           | Land        | Spieler             | Pos.                |
| Torhüter    |             |                     |                     |
| 1           | Kanada 1921 | Jacques Plante      | Jacques Plante      |
| Verteidiger |             |                     |                     |
| 2           | Kanada 1921 | Doug Harvey         | Doug Harvey         |
| 10          | Kanada 1921 | Tom Johnson         | Tom Johnson         |
| 11          | Kanada 1921 | Bob Turner          | Bob Turner          |
| 17          | Kanada 1921 | Jean-Guy Talbot     | Jean-Guy Talbot     |
| 19          | Kanada 1921 | Dollard St. Laurent | Dollard St. Laurent |
| Angreifer   |             |                     |                     |
| 4           | Kanada 1921 | Jean Béliveau       | C                   |
| 5           | Kanada 1921 | Bernie Geoffrion    | RW                  |
| 6           | Kanada 1921 | Floyd Curry         | RW                  |
| 8           | Kanada 1921 | Jack LeClair        | C                   |
| 9           | Kanada 1921 | Maurice Richard     | RW                  |
| 12          | Kanada 1921 | Dickie Moore        | RW                  |
| 14          | Kanada 1921 | Claude Provost      | RW                  |
| 15          | Kanada 1921 | Bert Olmstead       | LW                  |
| 16          | Kanada 1921 | Henri Richard       | C                   |
| 22          | Kanada 1921 | Don Marshall        | LW                  |

| #           | Land        | Spieler            | Pos.          | Team                |
| Torhüter    |             |                    |               |                     |
| 1           | Kanada 1921 | Glenn Hall         | Glenn Hall    | Detroit Red Wings   |
| 24          | Kanada 1921 | Terry Sawchuk      | Terry Sawchuk | Boston Bruins       |
| Verteidiger |             |                    |               |                     |
| 2           | Kanada 1921 | Gus Mortson        | Gus Mortson   | Chicago Blackhawks  |
| 3           | Kanada 1921 | Jim Morrison       | Jim Morrison  | Toronto Maple Leafs |
| 4           | Kanada 1921 | Red Kelly          | Red Kelly     | Detroit Red Wings   |
| 5           | Kanada 1921 | Hugh Bolton        | Hugh Bolton   | Toronto Maple Leafs |
| 14          | Kanada 1921 | Fernie Flaman      | Fernie Flaman | Boston Bruins       |
| 16          | Kanada 1921 | Bill Gadsby        | Bill Gadsby   | New York Rangers    |
| Angreifer   |             |                    |               |                     |
| 6           | Kanada 1921 | Dick Duff          | C             | Toronto Maple Leafs |
| 7           | Kanada 1921 | Ted Lindsay        | RW            | Detroit Red Wings   |
| 8           | Kanada 1921 | Alex Delvecchio    | LW            | Detroit Red Wings   |
| 9           | Kanada 1921 | Leo Labine         | RW            | Boston Bruins       |
| 10          | Kanada 1921 | Chief Armstrong    | RW            | Toronto Maple Leafs |
| 11          | Kanada 1921 | Nick Mickoski      | LW            | Chicago Blackhawks  |
| 12          | Kanada 1921 | Tod Sloan          | C             | Toronto Maple Leafs |
| 15          | Kanada 1921 | Johnny Wilson      | RW            | Chicago Blackhawks  |
| 18          | Kanada 1921 | Wally Hergesheimer | C             | Chicago Blackhawks  |
| 19          | Kanada 1921 | Dave Creighton     | RW            | New York Rangers    |
| 20          | Kanada 1921 | George Sullivan    | LW            | Chicago Blackhawks  |

## Spielverlauf

### Montréal Canadiens 1 – 1 NHL All-Stars
| Team       | Zeit  | Stand | Torschütze      | Vorlagengeber | Vorlagengeber |
| 2. Drittel |       |       |                 |               |               |
|            | 34:58 | 1–0   | Maurice Richard | Bert Olmstead | Doug Harvey   |
|            | 38:48 | 1–1   | Ted Lindsay     | Gus Mortson   |               |

Schiedsrichter: Red Storey 

Linienrichter: Doug Davis, Bill Roberts 

Zuschauer: 13.095